# Boscia arabica
Boscia arabica är en kaprisväxtart som beskrevs av Pestalozzi. Boscia arabica ingår i släktet Boscia och familjen kaprisväxter. Inga underarter finns listade i Catalogue of Life.